# أوزوالد لانج
أوزوالد لانج (بالألمانية: Oswald Lange)‏ هو مهندس فضاء جوي ومهندس ألماني، ولد في 1 يونيو 1912 في Chojnów ‏ في بولندا، وتوفي في 20 فبراير 2000 في سافانا في الولايات المتحدة.